# Zambia a 2004. évi nyári olimpiai játékokon
Zambia a görögországi Athénban megrendezett 2004. évi nyári olimpiai játékok egyik részt vevő nemzete volt. Az országot az olimpián 3 sportágban 6 sportoló képviselte, akik érmet nem szereztek.

## Atlétika
Férfi

| Versenyző    | Versenyszám | Előfutam | Előfutam | Előfutam | Elődöntő | Elődöntő | Elődöntő | Döntő   | Döntő    |
| Versenyző    | Versenyszám | Idő      | Hely.    | Össz.    | Idő      | Hely.    | Össz.    | Idő     | Helyezés |
| ------------ | ----------- | -------- | -------- | -------- | -------- | -------- | -------- | ------- | -------- |
| Prince Mumba | 800 m       | 1:48,36  | 6.       | 55.      | kiesett  | kiesett  | kiesett  | kiesett | kiesett  |

Női

| Versenyző    | Versenyszám | Előfutam | Előfutam | Előfutam | Negyeddöntő | Negyeddöntő | Negyeddöntő | Elődöntő | Elődöntő | Elődöntő | Döntő   | Döntő    |
| Versenyző    | Versenyszám | Idő      | Hely.    | Össz.    | Idő         | Hely.       | Össz.       | Idő      | Hely.    | Össz.    | Idő     | Helyezés |
| ------------ | ----------- | -------- | -------- | -------- | ----------- | ----------- | ----------- | -------- | -------- | -------- | ------- | -------- |
| Carol Mokola | 100 m       | 12,35    | 7.       | 51.      | kiesett     | kiesett     | kiesett     | kiesett  | kiesett  | kiesett  | kiesett | kiesett  |

## Ökölvívás
| Versenyző     | Versenyszám  | Selejtező                   | Nyolcaddöntő              | Negyeddöntő       | Elődöntő          | Döntő             | Helyezés |
| Versenyző     | Versenyszám  | Ellenfél Eredmény           | Ellenfél Eredmény         | Ellenfél Eredmény | Ellenfél Eredmény | Ellenfél Eredmény | Helyezés |
| ------------- | ------------ | --------------------------- | ------------------------- | ----------------- | ----------------- | ----------------- | -------- |
| Davis Mwale   | Kisváltósúly |                             | Yudel Johnson (CUB) · RSC | kiesett           | kiesett           | kiesett           | 9.       |
| Ellis Chibuye | Váltósúly    | Bülent Ulusoy (TUR) · 32-45 | kiesett                   | kiesett           | kiesett           | kiesett           | 17.      |

RSC - a játékvezető megállította a mérkőzést

## Úszás
Férfi

| Versenyző        | Versenyszám | Előfutam | Előfutam | Előfutam | Elődöntő | Elődöntő | Elődöntő | Döntő   | Döntő    |
| Versenyző        | Versenyszám | Idő      | Hely.    | Össz.    | Idő      | Hely.    | Össz.    | Idő     | Helyezés |
| ---------------- | ----------- | -------- | -------- | -------- | -------- | -------- | -------- | ------- | -------- |
| Chisela Kanchela | 100 m mell  | 1:09,95  | 2.       | 57.      | kiesett  | kiesett  | kiesett  | kiesett | kiesett  |

Női

| Versenyző     | Versenyszám | Előfutam | Előfutam | Előfutam | Elődöntő | Elődöntő | Elődöntő | Döntő   | Döntő    |
| Versenyző     | Versenyszám | Idő      | Hely.    | Össz.    | Idő      | Hely.    | Össz.    | Idő     | Helyezés |
| ------------- | ----------- | -------- | -------- | -------- | -------- | -------- | -------- | ------- | -------- |
| Jakie Wellman | 50 m gyors  | 28,56    | 4.       | 50.      | kiesett  | kiesett  | kiesett  | kiesett | kiesett  |